# کانو (بازیکن فوتبال، زاده ۱۹۸۵)
آندرسون دوس سانتوس (به پرتغالی: Anderson Dos Santos) مدافع اهل برزیل است که در شهر برزیل و در تاریخ ۱ ژانویهٔ ۱۹۸۷ به دنیا آمده‌است.
آندرسون دوس سانتوس در تیم‌های فوتبال باشگاه فوتبال بوریرام یونایتد سابقهٔ حضور دارد.